# Kabaret Klika
Kabaret Klika – polski kabaret pochodzący z Bydgoszczy. Tworzyli go Marek Sobczak (ur. 30 stycznia 1953, zm. 10 listopada 2014) i Antoni Szpak.

## Historia
Kabaret powstał w 1975 jako kabaret studencki, działający przy Wyższej Szkole Pedagogicznej w Bydgoszczy. W tym okresie zwyciężyli w kategorii kabaretów na Festiwalu Artystycznym Młodzieży Akademickiej „FAMA” w 1977. Trzy lata później kabaret rozpoczął współpracę z radiem i telewizją. Klika współpracowała z III Programem Polskiego Radia (m.in. cykl słuchowisk o „Polskiej Partii Protestującej”) oraz TVP, gdzie kabaret realizował cykliczne programy, m.in. „Szok”, „Kontra”, „Dwóch takich z kabaretu Klika”. Kabaret Klika występował też w programie Tadeusza Drozdy „Dyżurny Satyryk Kraju” w telewizji Polsat. Klika przez ponad 10 lat publikowała teksty satyryczne w tygodniku Szpilki, do upadku tego tytułu w 1994. Publikował też cotygodniowe felietony satyryczne w tygodniku Angora i co piątek w dzienniku Express Bydgoski. W 2002 za działalność w kabarecie Klika Sobczak i Szpak zostali uhonorowani medalem Zasłużony Działacz Kultury.
Kabaret Klika wydał także dwie książki:
- M. Sobczak, A. Szpak, Trzy lata buzkowania: Felietony i wiersze 1998–2000, Zapolex media, Toruń 2000 – zbiór wierszy
- M. Sobczak, A. Szpak, Dom wariatów Polska, Zysk i S-ka, Wydawnictwo S.j., Poznań 2007, ISBN 978-83-7506-101-7 – zbiór wybranych felietonów z lat 2001–2006, zamieszczonych w tygodniku „Angora”

Kabaret Klika znany był ze swego hasła: Polska Partia Protestująca protestuje zawsze do końca, w swych protestach nieustająca, PPP!!!. W swoich skeczach i felietonach porusza głównie tematy polityczne, krytykując rządy gabinetów solidarnościowych po 1989 roku, polską politykę w stosunku do Stanów Zjednoczonych oraz Kościół katolicki.